# Приморски Алпи (провинција)
Приморски Алпи (лат. Alpes Maritimae) је била провинција Римског царства. То је једна од три мале провинције у Алпима. Заједно са провинцијама Котиски Алпи и Пенински Алпи заузимале су простор модерне границе између Француске и Италије.
Провинција је основана у XIV веку пре Христа од стране Августа Октавијана. Политичко средиште провинције је у почетку био град Цеменелум, модеран Симје (лат.Cimiez), који је сада дистрикт у граду Ници у Француској. Године 297. провинција је проширена на северу и северозападу све до реке Диранс и појаса Монтгеневре. Главни град је тада премештен у Цивитас Ебродуненсиум (лат. Civitas Ebrodunensium) који је данас познато као Ембрун.